# Penrose (Colorado)
Penrose è un centro abitato (census-designated place) degli Stati Uniti d'America, situato nella contea di Fremont dello stato del Colorado. Nel censimento del 2000 la popolazione era di 4.070 abitanti.

## Geografia fisica
Secondo i rilevamenti dell'United States Census Bureau, Penrose si estende su una superficie di 86,6 km².